# Pont des Pierres
Le pont des Pierres enjambe la Valserine entre Confort et Montanges dans l'Ain. Construit en 1910 pour les besoins du tram de Bellegarde à Chézery, il était le plus haut pont en maçonnerie au monde lors de sa réalisation avec 65 m sous voûte. Il devient un pont routier lors de la suppression du tramway, en 1937 et assure la continuité de la RD 14a.
Dynamité pendant la guerre en 1944, le pont est reconstruit en béton en 1954.
Le pont fait partie d'un site Natura 2000 et d'une réserve naturelle régionale pour la galerie EDF située dans la falaise sous le pont,.

## Conception et construction du pont des Pierres entre 1908 et 1910
Durant 2 ans la construction du pont fut un vrai défi. La portée de 80 m était importante pour un pont en maçonnerie. Elle n'était dépassée que par le pont de Plauen de 90 m de portée, le pont de Salcano (en) de 85 m de portée et le pont Adolphe à Luxembourg de 84,65 m de portée. Le problème principal était d'ériger le cintre pour permettre de construire cette voûte de 80 m de portée à environ 60 m au-dessus du fond de la vallée de la Valserine.
La réalisation de l'échafaudage et du cintre constitua une prouesse pour l'époque. Constitué de 600 m3 de bois et 30 tonne d'acier, l'ouvrage dut être arrimé par câbles dans la falaise et au sol pour résister au vent, le tout reposant sur trois imposants pylônes en charpente de 40 m de hauteur et reposant sur des massifs de maçonnerie de 4 de hauteur et dont deux sont fondés sur pilotis.
La charpente des pylônes a été commencée en août 1908 et le cintre terminé en janvier 1909. Le clavage du 3e rouleau de l'arc a été réalisé le 31 août 1909 et on a procédé au décintrement le 7 novembre 1909.
Le coût total de l'ouvrage traité à forfait était de 370 000 francs. Le coût des pylônes et de cintre a été de 55 000 francs.
L'arc de 80 m d'ouverture, surbaissé au quart, a une épaisseur de 1,5 m à la clef et de 2,50 m aux naissances, avec une largeur de 5,55 m. Le tablier a une largeur de 6,20 m entre garde-corps.

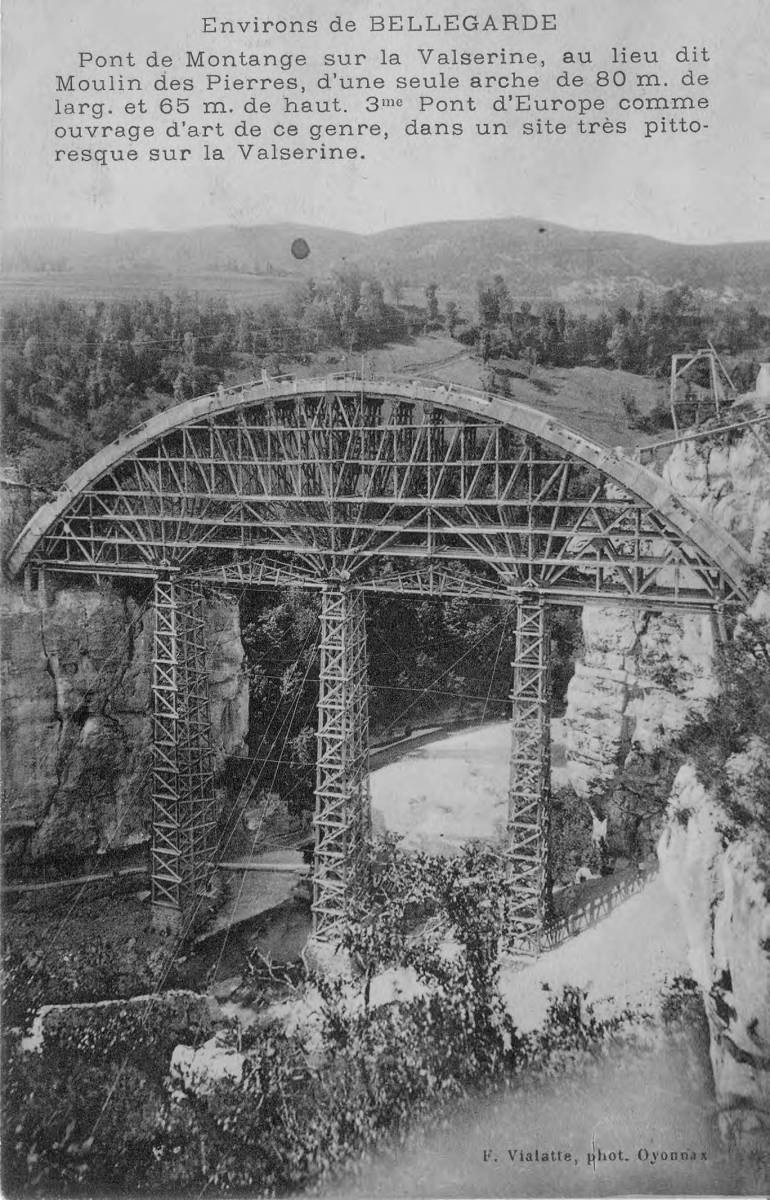
Le cintre.
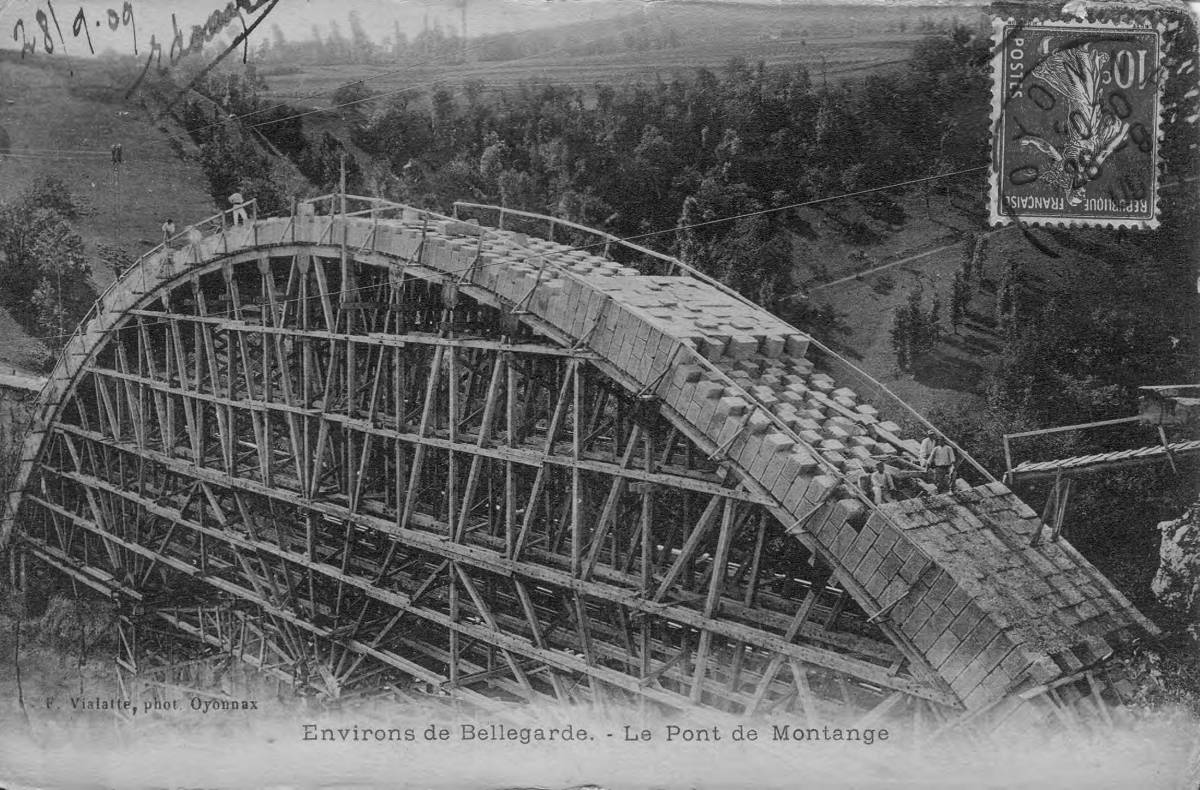
Construction de la voûte.
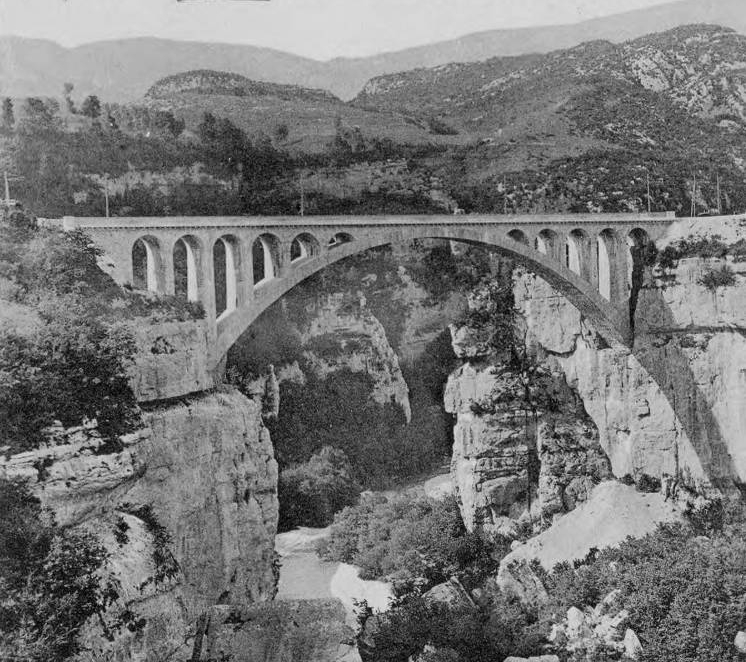
Le pont une fois fini.

## Réserve naturelle
La Galerie du Pont des Pierres sert de gîte pour les chauves-souris et a été classée en réserve naturelle régionale en 2009.

## Sources et références
1. ↑  « Pont des Pierres », Structurae, 2007 (consulté le 31 juillet 2011).
2. ↑  [PDF]« La Réserve Naturelle Régionale du Pont des Pierres »(Archive.org • Wikiwix • Archive.is • Google • Que faire ?), sur coraregion.free.fr (consulté le 3 juillet 2010).
3. ↑  [PDF]« La galerie souterraine du Pont-des-Pierres », sur biodiversite.rhonealpes.fr (consulté le 3 juillet 2010).
4. ↑  Lefort 1910, p. 192
5. ↑  « Le Chemin de Fer d'intérêt local de Bellegarde à Chezery »(Archive.org • Wikiwix • Archive.is • Google • Que faire ?), sur Bellegarde sur Valserine (pagesperso-orange.fr) (consulté le 3 juillet 2010).
6. ↑  Lefort 1910, p. 192-193
7. ↑  Lefort 1910, p. 191